# 1494 en littérature
| Années de la littérature : 1491 - 1492 - 1493 - 1494 - 1495 - 1496 - 1497    |
| Décennies de la littérature : 1460 - 1470 - 1480 - 1490 - 1500 - 1510 - 1520 |

Cet article présente les faits marquants de l'année 1494 en littérature.

## Évènements
- Arrivée à Venise du professeur de grec et de latin romain Alde Manuce (Aldo Manuzio) qui devient le premier grand éditeur (livres classiques en petit format). Il fait composer de nouveaux caractères, notamment la cursive (italiques), utilisée pour les textes latins[1].

## Parutions

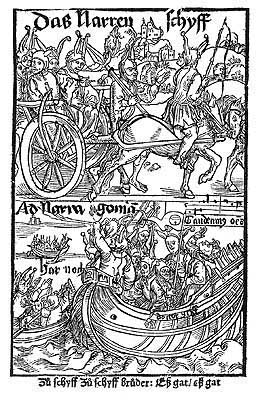
La Nef des fous de Sébastien Brandt

- 11 février : Das Narrenschiff (La Nef des fous) de Sébastien Brandt, est publiée à Bâle[2]. Son succès est tel que l’œuvre est aussitôt traduite en latin (Stultifera navis, 1er mars 1497)[3].

### Poésie
- Carmina, poème inspiré des auteurs latins, de l’Arioste (1494-1503)[4].

## Naissances
- 5 novembre : Hans Sachs, poète allemand († 19 janvier 1576).

- George Cavendish, écrivain et biographe anglais († vers 1562)[5].
- François Rabelais (date supposé), écrivain français
- François Ier, né sous le nom de François d’Angoulême le 12 septembre 1494

## Décès
- 29 septembre : Ange Politien, à Florence, poète et humaniste, né en 1454.
- 17 novembre : Pic de la Mirandole (Giovanni Pico della Mirandola), humaniste et philosophe italien, né le 24 février 1463.
- 20 décembre : Matteo Maria Boiardo, poète italien, né vers 1441.